# Rocznik Międzyrzecki
Rocznik Międzyrzecki – czasopismo naukowe wydawane przez Towarzystwo Przyjaciół Nauk w Międzyrzecu Podlaskim. Porusza głównie tematykę historii Międzyrzeca Podlaskiego, ziemi międzyrzeckiej i Południowego Podlasia.
Ukazuje się od 1969 roku.